# Morti nel 1882
| Questa pagina contiene informazioni ricavate automaticamente dalle voci biografiche con l'ausilio del template Bio e di un bot. L'aggiornamento è periodico e automatico e ricostruisce completamente la pagina. Se manca una persona in questa lista, sei pregato di non aggiungerla, ma accertati piuttosto che la sua voce biografica contenga il template Bio e che i dati anagrafici siano correttamente compilati. Se il template Bio manca, inseriscilo tu stesso o, in alternativa, metti l'avviso {{tmp\|Bio}} che ne segnala la mancanza. Se i dati riportati sono sbagliati, correggi direttamente la voce biografica; le modifiche saranno visibili in questa lista entro pochi giorni. Per chiarimenti vedi il progetto biografie. La lista contiene solo le 362 persone che sono citate nell'enciclopedia e per le quali è stato implementato correttamente il template Bio. Pagina aggiornata al 18 ago 2025. |

## Gennaio(41)
- 2 gennaio - Alfred Dehodencq, pittore francese (n. 1822)
- 3 gennaio - William Harrison Ainsworth, scrittore e giornalista inglese (n. 1805)
- 3 gennaio - Camille de Nompère de Champagny, militare e diplomatico francese (n. 1827)
- 4 gennaio - John William Draper, scienziato, filosofo e fisico britannico (n. 1811)
- 5 gennaio - Alessandro Di Monale, magistrato e politico italiano (n. 1815)
- 5 gennaio - Luigi Marchesini, architetto italiano (n. 1796)
- 6 gennaio - Richard Henry Dana Jr., scrittore e navigatore statunitense (n. 1815)
- 7 gennaio - James Howard, nobile e politico britannico (n. 1814)
- 7 gennaio - Ignacy Łukasiewicz, farmacista, chimico e inventore polacco (n. 1822)
- 7 gennaio - Emilia Luti, insegnante italiana (n. 1815)
- 7 gennaio - Edwin Wallace Stoughton, diplomatico, avvocato e saggista statunitense (n. 1818)
- 9 gennaio - Gioacchino Valerio, medico e politico italiano (n. 1809)
- 9 gennaio - Rodolfo Varano, politico e funzionario italiano (n. 1810)
- 10 gennaio - Giovanni Dupré, scultore italiano (n. 1817)
- 11 gennaio - Theodor Schwann, biologo tedesco (n. 1810)
- 13 gennaio - Samuel Boden, scacchista inglese (n. 1826)
- 13 gennaio - Juraj Dobrila, vescovo cattolico croato (n. 1812)
- 14 gennaio - Timothy O'Sullivan, fotografo statunitense (n. 1840)
- 17 gennaio - Charles Blanc, poeta e critico d'arte francese (n. 1813)
- 17 gennaio - Carlo Piaggia, esploratore italiano (n. 1827)
- 18 gennaio - Eduard von Litzelhofen, generale austriaco (n. 1820)
- 18 gennaio - Naile Sultan, principessa ottomana (n. 1856)
- 19 gennaio - Ernest Michaux, inventore francese (n. 1842)
- 19 gennaio - Hermann Schlagintweit, esploratore tedesco (n. 1826)
- 20 gennaio - Pasquale Adinolfi, presbitero e archeologo italiano (n. 1816)
- 20 gennaio - John Linnell, pittore britannico (n. 1792)
- 21 gennaio - Eugène René Antonini, militare francese (n. 1827)
- 22 gennaio - Orso Serra, politico italiano (n. 1811)
- 23 gennaio - Luigi Fecia di Cossato, generale e politico italiano (n. 1800)
- 23 gennaio - Karl-Maria Kertbeny, scrittore, traduttore e bibliografo ungherese (n. 1824)
- 24 gennaio - Pier Luigi Bembo, politico italiano (n. 1823)
- 24 gennaio - Giovanni Siotto Pintor, politico, avvocato e magistrato italiano (n. 1805)
- 25 gennaio - Fausto Antonioli, pittore italiano (n. 1814)
- 25 gennaio - Ugolino della Gherardesca, politico italiano (n. 1823)
- 27 gennaio - Thomas Edward Cliffe Leslie, economista e docente irlandese (n. 1825)
- 28 gennaio - Félix Billet, fisico francese (n. 1808)
- 28 gennaio - Niklas Westring, zoologo e aracnologo svedese (n. 1797)
- 29 gennaio - Alfred von Henikstein, generale austriaco (n. 1810)
- 29 gennaio - Alexander Lyman Holley, ingegnere statunitense (n. 1832)
- 30 gennaio - Gil-Pérès, attore teatrale francese (n. 1822)
- 31 gennaio - Vincenzo Balocchi, chirurgo e ginecologo italiano (n. 1818)

## Febbraio(22)
- 1º febbraio - Antoine Bussy, chimico francese (n. 1794)
- 2 febbraio - Fabio Campana, compositore e direttore d'orchestra italiano (n. 1819)
- 3 febbraio - Guglielmo Quarenghi, compositore e violoncellista italiano (n. 1826)
- 5 febbraio - Giovanni Guevara, politico italiano (n. 1822)
- 6 febbraio - Gaetano Fasanotti, pittore italiano (n. 1831)
- 7 febbraio - Édouard de Bièfve, pittore belga (n. 1808)
- 8 febbraio - Berthold Auerbach, poeta e scrittore tedesco (n. 1812)
- 8 febbraio - Joseph Decaisne, naturalista belga (n. 1807)
- 12 febbraio - Céline Céleste, attrice teatrale e ballerina francese (n. 1815)
- 12 febbraio - Francesco Hayez, pittore italiano (n. 1791)
- 13 febbraio - Auguste Barbier, poeta, scrittore e librettista francese (n. 1805)
- 13 febbraio - Gesja Meerovna Gel'fman, rivoluzionaria russa (n. 1855)
- 13 febbraio - Henry Highland Garnet, oratore statunitense (n. 1815)
- 16 febbraio - Julián Arcas, chitarrista e compositore spagnolo (n. 1832)
- 19 febbraio - Sara Levi Nathan, patriota, filantropa e politica italiana (n. 1819)
- 20 febbraio - Cesare Bernardini, politico italiano (n. 1811)
- 20 febbraio - Ion Roată, politico romeno (n. 1806)
- 22 febbraio - Michele de' Medici di Ottajano, politico italiano (n. 1823)
- 26 febbraio - Agostino Falconi, poeta e letterato italiano (n. 1816)
- 26 febbraio - Patrick Neeson Lynch, vescovo cattolico statunitense (n. 1817)
- 27 febbraio - Alfred Jaëll, pianista e compositore austriaco (n. 1832)
- 28 febbraio - John Thomas Romney Robinson, fisico, astronomo e meteorologo irlandese (n. 1792)

## Marzo(35)
- 2 marzo - Heinrich Breitinger, storico della letteratura e filologo svizzero (n. 1832)
- 2 marzo - Adalbert Duchek, patologo ceco (n. 1824)
- 2 marzo - Oskar Simon, dermatologo tedesco (n. 1845)
- 4 marzo - Milton Latham, politico statunitense (n. 1827)
- 4 marzo - Alphonse Poitevin, ingegnere chimico e fotografo francese (n. 1819)
- 6 marzo - Bonaventura Mazzarella, magistrato, filosofo e pastore protestante italiano (n. 1818)
- 7 marzo - William Thomas Collings, nobile britannico (n. 1823)
- 7 marzo - Thomas Egerton, II conte di Wilton, nobile e politico inglese (n. 1799)
- 9 marzo - Giovanni Lanza, politico e militare italiano (n. 1810)
- 9 marzo - Giacomo Medici, generale e politico italiano (n. 1817)
- 9 marzo - Giuseppe Tigri, abate e scrittore italiano (n. 1806)
- 10 marzo - Charles Wyville Thomson, naturalista e esploratore scozzese (n. 1830)
- 12 marzo - Fedele Albanese, giornalista e patriota italiano (n. 1845)
- 13 marzo - Demetrio Camarda, presbitero italiano (n. 1821)
- 14 marzo - George Budd, medico britannico (n. 1808)
- 14 marzo - Domenico de Ferrari, magistrato e politico italiano (n. 1804)
- 15 marzo - Carlo Bombrini, banchiere, imprenditore e politico italiano (n. 1804)
- 18 marzo - Morgan Earp, pistolero statunitense (n. 1851)
- 18 marzo - Santo Garovaglio, botanico e politico italiano (n. 1805)
- 19 marzo - Carl Robert Jakobson, scrittore, politico e giornalista estone (n. 1841)
- 20 marzo - Frank Stilwell, pistolero statunitense (n. 1856)
- 21 marzo - Constantin Bosianu, politico e giurista rumeno (n. 1815)
- 21 marzo - Emily Lowe, scrittrice britannica
- 22 marzo - Sergej Grigor'evič Stroganov, generale russo (n. 1794)
- 23 marzo - Annunciata Cocchetti, religiosa italiana (n. 1800)
- 23 marzo - Eugen Napoleon Neureuther, pittore, disegnatore e litografo tedesco (n. 1806)
- 24 marzo - William Brocius, pistolero statunitense (n. 1845)
- 24 marzo - Henry Wadsworth Longfellow, scrittore, poeta e traduttore statunitense (n. 1807)
- 26 marzo - Italo Gardoni, tenore italiano (n. 1821)
- 26 marzo - Thomas Hill Green, filosofo britannico (n. 1836)
- 27 marzo - Jørgen Moe, poeta, scrittore e vescovo luterano norvegese (n. 1813)
- 27 marzo - Mütercim Mehmed Rüşdi Pascià, politico ottomano (n. 1811)
- 29 marzo - Paul Acquel, pittore francese (n. 1825)
- 29 marzo - Primo Uccellini, storico e politico italiano (n. 1804)
- 30 marzo - Henri Lehmann, pittore tedesco (n. 1814)

## Aprile(37)
- 1º aprile - Antonio Gasbarrone, brigante italiano (n. 1793)
- 1º aprile - Alexis Louis Trinquet, operaio francese (n. 1835)
- 2 aprile - Jules Crevaux, esploratore francese (n. 1847)
- 3 aprile - Stepan Nikolaevič Chalturin, rivoluzionario russo (n. 1857)
- 3 aprile - Jesse James, pistolero e criminale statunitense (n. 1847)
- 3 aprile - Luigia Pascoli, pittrice italiana (n. 1805)
- 5 aprile - Pierre Guillaume Frédéric Le Play, ingegnere, sociologo e economista francese (n. 1806)
- 6 aprile - Friedrich Drake, scultore tedesco (n. 1805)
- 8 aprile - Jules Quicherat, storico francese (n. 1814)
- 8 aprile - Jacques Reclus, politico francese (n. 1796)
- 10 aprile - Ewelina Hańska, nobile e letterata polacca (n. 1801)
- 10 aprile - William Hulbert, dirigente sportivo statunitense (n. 1832)
- 10 aprile - Augustus Henry Mounsey, ambasciatore, viaggiatore e scrittore britannico (n. 1834)
- 10 aprile - Dante Gabriel Rossetti, pittore e poeta britannico (n. 1828)
- 11 aprile - Francesco Accolla, politico italiano (n. 1822)
- 11 aprile - Joaquim Manuel de Macedo, scrittore brasiliano (n. 1820)
- 13 aprile - Bruno Bauer, filosofo e teologo tedesco (n. 1809)
- 14 aprile - Henri Giffard, ingegnere e inventore francese (n. 1825)
- 16 aprile - Francesco Ranzi, imprenditore austriaco (n. 1816)
- 17 aprile - Antonio Fontanesi, pittore e incisore italiano (n. 1818)
- 18 aprile - Henry Cole, designer e imprenditore inglese (n. 1808)
- 18 aprile - Innocenzo Fraccaroli, scultore italiano (n. 1805)
- 18 aprile - Carl Koch, naturalista e geologo tedesco (n. 1827)
- 19 aprile - Charles Darwin, biologo e naturalista britannico (n. 1809)
- 19 aprile - Louis-Étienne de Thouvenin, generale e inventore francese (n. 1791)
- 20 aprile - Philippe La Beaume de Bourgoing, politico francese (n. 1827)
- 21 aprile - Louise de Broglie, biografa e scrittrice francese (n. 1818)
- 24 aprile - Vladimir Petrovič Orlov-Davydov, politico e scrittore russo (n. 1809)
- 25 aprile - Joseph Aschbach, storico e germanista tedesco (n. 1801)
- 25 aprile - Johann Karl Friedrich Zöllner, astrofisico tedesco (n. 1834)
- 26 aprile - Grigorij Petrovič Volkonskij, diplomatico russo (n. 1808)
- 27 aprile - Ralph Waldo Emerson, filosofo, scrittore e saggista statunitense (n. 1803)
- 27 aprile - Ferdinand Reich, chimico e fisico tedesco (n. 1799)
- 28 aprile - John Henry, politico statunitense (n. 1800)
- 28 aprile - Raffaele Pareto, ingegnere italiano (n. 1812)
- 29 aprile - John Nelson Darby, religioso inglese (n. 1800)
- 30 aprile - Maria di Waldeck e Pyrmont, principessa tedesca (n. 1857)

## Maggio(19)
- 3 maggio - Horace Maynard, politico statunitense (n. 1814)
- 6 maggio - Camillo Minieri Riccio, storico e archivista italiano (n. 1813)
- 9 maggio - Leopoldo Tarantini, politico, avvocato e librettista italiano (n. 1811)
- 12 maggio - Gabriele Smargiassi, pittore italiano (n. 1798)
- 12 maggio - Stefano Tedeschi Oddo, patriota e medico italiano (n. 1836)
- 14 maggio - Cadwallader Colden Washburn, politico e militare statunitense (n. 1818)
- 15 maggio - Giacomo Trecourt, pittore italiano (n. 1812)
- 16 maggio - Konstantin Petrovič von Kaufman, generale russo (n. 1818)
- 17 maggio - François Chabas, egittologo francese (n. 1817)
- 17 maggio - Reuben Chapman, politico statunitense (n. 1799)
- 17 maggio - Karl Johann Greith, vescovo cattolico svizzero (n. 1807)
- 17 maggio - Carl Junker, ingegnere e architetto austriaco (n. 1827)
- 18 maggio - Demetrio Salazar, patriota e pittore italiano (n. 1822)
- 21 maggio - Friedrich Vetterli, inventore svizzero (n. 1822)
- 25 maggio - Fredrik Marinus Kruseman, pittore olandese (n. 1816)
- 28 maggio - Fortuné Henry, giornalista e scrittore francese (n. 1821)
- 30 maggio - Carlo Naya, fotografo italiano (n. 1816)
- 30 maggio - William Barton Rogers, geologo statunitense (n. 1804)
- 31 maggio - Adolphe Hercule de Graslin, entomologo francese (n. 1802)

## Giugno(28)
- 1º giugno - Giuseppe Ricciardi, letterato, patriota e politico italiano (n. 1808)
- 2 giugno - George Conyngham, III marchese di Conyngham, nobile e ufficiale inglese (n. 1825)
- 2 giugno - Giuseppe Garibaldi, generale, politico e patriota italiano (n. 1807)
- 3 giugno - Ferdinand Anton von Dondorf, generale austriaco (n. 1806)
- 3 giugno - James Thomson, poeta scozzese (n. 1834)
- 5 giugno - Wilmer McLean, agricoltore statunitense (n. 1814)
- 7 giugno - Alexandra Levinton Rosset, nobildonna russa (n. 1809)
- 8 giugno - Emilio Cornalia, zoologo, paleontologo e naturalista italiano (n. 1824)
- 8 giugno - John Scott Russell, ingegnere navale scozzese (n. 1808)
- 9 giugno - Macario I, religioso russo (n. 1816)
- 9 giugno - Milo Parker Jewett, pedagogista statunitense (n. 1808)
- 10 giugno - Vasilij Grigor'evič Perov, pittore russo (n. 1834)
- 11 giugno - Paola Frassinetti, religiosa e santa italiana (n. 1809)
- 11 giugno - Louis-Désiré Maigret, missionario e vescovo cattolico francese (n. 1804)
- 13 giugno - Clemente I Bahous, vescovo cattolico e patriarca cattolico ottomano (n. 1799)
- 15 giugno - Ernest Courtot de Cissey, politico e generale francese (n. 1810)
- 15 giugno - William Dennison, politico statunitense (n. 1815)
- 15 giugno - Giorgio Giuseppe Raimondi, patriota e nobile italiano (n. 1801)
- 18 giugno - Pierviviano Zecchini, scrittore italiano (n. 1802)
- 20 giugno - François-Auguste Biard, pittore e viaggiatore francese (n. 1799)
- 22 giugno - James Eights, esploratore, scienziato e fisico statunitense (n. 1798)
- 23 giugno - Ieroteo di Gerusalemme, arcivescovo ortodosso greco
- 24 giugno - Joachim Raff, compositore e pianista tedesco (n. 1822)
- 25 giugno - François Jouffroy, scultore francese (n. 1806)
- 26 giugno - William Cavendish, II barone Chesham, politico inglese (n. 1815)
- 26 giugno - Alessandro Cialdi, ammiraglio e ingegnere italiano (n. 1807)
- 30 giugno - Charles J. Guiteau, avvocato e criminale statunitense (n. 1841)
- 30 giugno - Orsato Pozza, scrittore e poeta serbo (n. 1821)

## Luglio(22)
- 2 luglio - Augusto Ruspoli, principe e politico italiano (n. 1817)
- 6 luglio - Nikolaus Friedreich, patologo e neurologo tedesco (n. 1825)
- 6 luglio - Tomás Guardia Gutiérrez, militare e politico costaricano (n. 1832)
- 6 luglio - William George Ward, matematico e teologo inglese (n. 1812)
- 7 luglio - Michail Dmitrievič Skobelev, generale russo (n. 1843)
- 8 luglio - Phiz, illustratore britannico (n. 1815)
- 9 luglio - Gertrude Falkenstein, contessa (n. 1803)
- 10 luglio - Domingos José Gonçalves de Magalhães, diplomatico, medico e poeta brasiliano (n. 1811)
- 13 luglio - Johnny Ringo, pistolero e criminale statunitense (n. 1850)
- 15 luglio - Francesco Vaccaro, pittore italiano (n. 1808)
- 16 luglio - Mary Todd Lincoln, first lady statunitense (n. 1818)
- 18 luglio - Leonardo Mura, arcivescovo cattolico e teologo italiano (n. 1810)
- 19 luglio - Ivan Sergeevič Gagarin, presbitero, teologo e scrittore russo (n. 1814)
- 19 luglio - Alejandro Tapia y Rivera, poeta portoricano (n. 1826)
- 20 luglio - Giuseppe de Marco, patriota italiano (n. 1821)
- 21 luglio - Oluf Tostrup, orafo norvegese (n. 1842)
- 22 luglio - Domenico Maria Villa, vescovo cattolico italiano (n. 1818)
- 23 luglio - George Perkins Marsh, politico e ambasciatore statunitense (n. 1801)
- 24 luglio - Carlo Mayr, avvocato e politico italiano (n. 1810)
- 25 luglio - Alexandre Desgoffe, pittore francese (n. 1805)
- 29 luglio - Angelo Lipari, patriota e prefetto italiano (n. 1825)
- 31 luglio - Luigi Gerra, prefetto e politico italiano (n. 1829)

## Agosto(21)
- 3 agosto - François Wartel, tenore francese (n. 1806)
- 4 agosto - Ludwig Otto Hesse, matematico tedesco (n. 1811)
- 4 agosto - Faustino Malaspina, magistrato e politico italiano (n. 1809)
- 7 agosto - Ambrogio Bazzero, scrittore, poeta e drammaturgo italiano (n. 1851)
- 8 agosto - Benjamin Brunner, politico svizzero (n. 1798)
- 8 agosto - Gouverneur K. Warren, generale statunitense (n. 1830)
- 13 agosto - Ek'at'erine Ch'avch'avadze, nobile georgiana (n. 1816)
- 13 agosto - Ernst Friedrich Gurlt, veterinario e anatomista tedesco (n. 1794)
- 13 agosto - William Stanley Jevons, economista e logico britannico (n. 1835)
- 16 agosto - Auguste-Alexandre Ducrot, generale francese (n. 1817)
- 16 agosto - Federico Manfredini, vescovo cattolico italiano (n. 1792)
- 22 agosto - Gaetano Semenza, patriota, politico e imprenditore italiano (n. 1825)
- 24 agosto - Giuseppe Airenti, avvocato e politico italiano (n. 1821)
- 24 agosto - Luís Gama, avvocato, giornalista e scrittore brasiliano (n. 1830)
- 25 agosto - Friedrich Reinhold Kreutzwald, scrittore estone (n. 1803)
- 26 agosto - Orazio Antinori, esploratore italiano (n. 1811)
- 28 agosto - Fëdor Petrovič Litke, navigatore, geografo e esploratore russo (n. 1797)
- 29 agosto - Friedrich Adolf Philippi, ebraista e teologo tedesco (n. 1809)
- 29 agosto - Federico Alberto Wenner, imprenditore svizzero (n. 1812)
- 31 agosto - Paolo Giacometti, drammaturgo italiano (n. 1816)
- 31 agosto - Angelo Tamburelli, politico italiano (n. 1810)

## Settembre(21)
- 3 settembre - Luigi Franchi di Pont, politico italiano (n. 1803)
- 4 settembre - Georges Leclanché, ingegnere francese (n. 1839)
- 8 settembre - Sarah Mapps Douglass, scrittrice, pittrice e oratrice statunitense (n. 1806)
- 8 settembre - Joseph Liouville, matematico francese (n. 1809)
- 10 settembre - Leopoldo Cattani Cavalcanti, politico italiano (n. 1813)
- 11 settembre - George Henry Kendrick Thwaites, botanico inglese (n. 1812)
- 13 settembre - Franz von Schober, poeta, librettista e attore teatrale austriaco (n. 1796)
- 14 settembre - Shmuel Schneersohn, filosofo, mistico e religioso russo (n. 1834)
- 15 settembre - Federico Pescetto, politico e generale italiano (n. 1817)
- 16 settembre - Edward Bouverie Pusey, presbitero e docente britannico (n. 1800)
- 18 settembre - Dallas Stoudenmire, pistolero statunitense (n. 1845)
- 19 settembre - Andreas Ignatius Schaepman, arcivescovo cattolico olandese (n. 1815)
- 22 settembre - Katarina Ivanović, pittrice serba (n. 1811)
- 22 settembre - Carmelo Valenti, vescovo cattolico italiano (n. 1798)
- 23 settembre - Luigi Biagi, pittore italiano (n. 1810)
- 23 settembre - Friedrich Wöhler, chimico tedesco (n. 1800)
- 27 settembre - Guglielmo Audisio, presbitero, storico e scrittore italiano (n. 1802)
- 28 settembre - Federico Alizeri, storico e critico letterario italiano (n. 1817)
- 28 settembre - Joaquín Lluch y Garriga, cardinale e arcivescovo cattolico spagnolo (n. 1816)
- 29 settembre - Maria Pia di Borbone-Due Sicilie, principessa (n. 1849)
- 29 settembre - Muhammad Mahabat Khanji II, principe indiano (n. 1838)

## Ottobre(26)
- 2 ottobre - August von Krempelhuber, botanico tedesco (n. 1813)
- 3 ottobre - Adelaide Phillipps, contralto britannico (n. 1833)
- 4 ottobre - Salvatore Betti, letterato italiano (n. 1792)
- 4 ottobre - Juraj Slota, presbitero, poeta e giornalista slovacco (n. 1829)
- 5 ottobre - Karl Felix Halm, filologo classico e bibliotecario tedesco (n. 1809)
- 5 ottobre - Giovanni Raffaele, medico e politico italiano (n. 1804)
- 6 ottobre - Charles Saubert de Larcy, politico francese (n. 1805)
- 7 ottobre - Louis Pothuau, politico e ammiraglio francese (n. 1815)
- 10 ottobre - Hedvig Keppler, fotografa finlandese (n. 1831)
- 12 ottobre - Carlo De Cesare, magistrato e politico italiano (n. 1824)
- 13 ottobre - Joseph Arthur de Gobineau, diplomatico, scrittore e filosofo francese (n. 1816)
- 13 ottobre - Edgar Napoléon Henry Ney, generale e politico francese (n. 1812)
- 14 ottobre - Carlo de Falco, pittore italiano (n. 1798)
- 15 ottobre - Giorgio Manin, patriota italiano (n. 1831)
- 20 ottobre - Julius von Kirchmann, filosofo e giurista tedesco (n. 1802)
- 21 ottobre - Pedro González de Velasco, medico e antropologo spagnolo (n. 1818)
- 22 ottobre - János Arany, poeta ungherese (n. 1817)
- 22 ottobre - Napoleone Caix, filologo italiano (n. 1845)
- 23 ottobre - Johannes Theodor Reinhardt, naturalista danese (n. 1816)
- 25 ottobre - Dong Haichuan, insegnante cinese (n. 1797)
- 26 ottobre - Giuseppe Vayra, militare italiano (n. 1813)
- 27 ottobre - Adolphe Gutmann, pianista e compositore tedesco (n. 1819)
- 28 ottobre - Muhammad III al-Sadiq, sovrano tunisino (n. 1813)
- 29 ottobre - Gustav Nottebohm, musicologo, compositore e pianista tedesco (n. 1817)
- 30 ottobre - Olegario Víctor Andrade, poeta, giornalista e politico argentino (n. 1839)
- 30 ottobre - Thomas Walter, architetto statunitense (n. 1804)

## Novembre(26)
- 1º novembre - Andrea Aradas, zoologo e anatomista italiano (n. 1810)
- 3 novembre - Giovanni Battista Pioda, politico e militare svizzero (n. 1808)
- 6 novembre - Franz Hermann Troschel, zoologo tedesco (n. 1810)
- 7 novembre - Julius Hübner, pittore tedesco (n. 1806)
- 11 novembre - Estanislao Figueras, avvocato e politico spagnolo (n. 1819)
- 11 novembre - Berardo Maggi, politico italiano (n. 1818)
- 11 novembre - Victor Travot, militare, politico e nobile francese (n. 1810)
- 13 novembre - Gottfried Kinkel, poeta, storico e rivoluzionario tedesco (n. 1815)
- 14 novembre - Billy Claiborne, pistolero statunitense (n. 1860)
- 17 novembre - Carl Engel, musicologo tedesco (n. 1818)
- 17 novembre - Daniel Gabriel Lichard, scrittore, insegnante e giornalista slovacco (n. 1812)
- 18 novembre - Georgina Archer, attivista tedesca (n. 1827)
- 18 novembre - Edward Hawkins, presbitero britannico (n. 1789)
- 20 novembre - Nicolò Antinori, politico italiano (n. 1818)
- 20 novembre - Ludwig von Arco-Zinneberg, nobile, politico e filantropo tedesco (n. 1840)
- 20 novembre - Henry Draper, medico e astronomo statunitense (n. 1837)
- 20 novembre - Béla Kéler, compositore e direttore d'orchestra ungherese (n. 1820)
- 20 novembre - Domenico Sanguigni, cardinale e arcivescovo cattolico italiano (n. 1809)
- 20 novembre - George Tait, calciatore inglese (n. 1859)
- 23 novembre - Charles Sellier, pittore francese (n. 1830)
- 24 novembre - Andrew Pritchard, naturalista e ottico inglese (n. 1804)
- 26 novembre - Ernesto Hilcken Ferragni, avvocato e patriota italiano (n. 1827)
- 28 novembre - J.J. McCarthy, architetto irlandese (n. 1817)
- 30 novembre - Kathi Lyukas, serial killer ungherese
- 30 novembre - Joachim Marquardt, filologo classico tedesco (n. 1812)
- 30 novembre - Daniel Tyler, generale statunitense (n. 1799)

## Dicembre(31)
- 2 dicembre - Juan Franch, pittore spagnolo
- 3 dicembre - Bernardo II di Sassonia-Meiningen, nobile tedesco (n. 1800)
- 3 dicembre - James Challis, astronomo, matematico e fisico inglese (n. 1802)
- 3 dicembre - Sergej Gennadievič Nečaev, rivoluzionario russo (n. 1847)
- 3 dicembre - Archibald Campbell Tait, arcivescovo anglicano e teologo britannico (n. 1811)
- 4 dicembre - Virginio Vespignani, architetto italiano (n. 1808)
- 5 dicembre - Gaetano Barbati, presbitero italiano (n. 1804)
- 5 dicembre - Theodor Ludwig Wilhelm von Bischoff, fisiologo, anatomista e biologo tedesco (n. 1807)
- 6 dicembre - Louis Blanc, storico e politico francese (n. 1811)
- 6 dicembre - Alfred Escher, politico e dirigente d'azienda svizzero (n. 1819)
- 6 dicembre - Anthony Trollope, scrittore inglese (n. 1815)
- 8 dicembre - Leonardo Vigo Fuccio, politico italiano (n. 1805)
- 9 dicembre - Luisa di Anhalt-Bernburg, nobile (n. 1799)
- 10 dicembre - Alexander Gardner, fotografo e gioielliere scozzese (n. 1821)
- 12 dicembre - Michelangelo Caetani, nobile, politico e letterato italiano (n. 1804)
- 12 dicembre - Wilhelm von Hanno, architetto, scultore e pittore tedesco (n. 1826)
- 14 dicembre - Gaspare Campari, imprenditore italiano (n. 1828)
- 14 dicembre - Karl von Hecker, ginecologo tedesco (n. 1827)
- 15 dicembre - Domenico Tarolli, missionario italiano (n. 1797)
- 19 dicembre - Luigi Formento, architetto italiano (n. 1815)
- 20 dicembre - Caroline Baron, religiosa francese (n. 1820)
- 20 dicembre - Guglielmo Oberdan, patriota italiano (n. 1858)
- 22 dicembre - Antonio Giovanola, politico italiano (n. 1814)
- 23 dicembre - François-Auguste-Ferdinand Donnet, cardinale e arcivescovo cattolico francese (n. 1795)
- 24 dicembre - Johann Benedict Listing, matematico e fisico tedesco (n. 1808)
- 24 dicembre - Charles Vincent Walker, fisico inglese (n. 1812)
- 26 dicembre - Luigi Montagnini, magistrato e politico italiano (n. 1815)
- 27 dicembre - Giovanni Losi, presbitero e missionario italiano (n. 1838)
- 30 dicembre - Felix von Wimpffen, diplomatico austriaco (n. 1827)
- 31 dicembre - Antonio Flamini Carradori, imprenditore e politico italiano (n. 1814)
- 31 dicembre - Léon Gambetta, politico francese (n. 1838)

## Senza giorno specificato(33)
- Ion Andreescu, pittore rumeno (n. 1850)
- Khadíjih-Bagum, iraniana (n. 1820)
- Natale Battezzati, editore e imprenditore italiano (n. 1818)
- Francesco Antonio Broccu, inventore e artigiano italiano (n. 1797)
- Elena Casati, attivista italiana (n. 1824)
- Claudia Casoretti, scrittrice e traduttrice italiana (n. 1832)
- Giovanni Cherubini, architetto italiano (n. 1805)
- Đuro Daničić, filologo serbo (n. 1825)
- Francesco Emiliani, esploratore italiano (n. 1838)
- Frances Erskine Inglis, scrittrice e traduttrice inglese (n. 1804)
- Theodor Kullak, musicista e compositore tedesco (n. 1818)
- Henri Le Secq, artista e fotografo francese (n. 1818)
- Francesco Licata, scultore italiano (n. 1844)
- Malharrao Gaekwad, principe indiano (n. 1831)
- Otto Theodor von Manteuffel, politico prussiano (n. 1805)
- Wilhelm Mauser, inventore tedesco (n. 1834)
- Désiré van Monckhoven, chimico, inventore e ottico belga (n. 1834)
- Paolo Emilio Morgari, pittore italiano (n. 1815)
- Alessandro Pelletta di Cortanzone, politico italiano (n. 1803)
- Maria Petipa, ballerina russa (n. 1836)
- Angelo Pichi, militare e patriota italiano (n. 1796)
- Giuseppe Polignani, avvocato italiano (n. 1822)
- Adrien Prévost de Longpérier, numismatico, archeologo e assiriologo francese (n. 1816)
- Enrico Purgotti, chimico italiano (n. 1835)
- Angelo Recchia, pittore italiano (n. 1816)
- Stefano Ronchetti-Monteviti, compositore e patriota italiano (n. 1814)
- Adolf Schöll, filologo classico tedesco (n. 1805)
- Francisco Serrano Bedoya, politico spagnolo (n. 1813)
- William Shanks, matematico inglese (n. 1812)
- Alexandre Siben, ingegnere francese (n. 1824)
- Vincenzo Torelli, giornalista, librettista e scrittore italiano (n. 1807)
- Evelino Waddington, politico britannico (n. 1806)
- Tenpai Wangchuk, monaco buddhista tibetano (n. 1855)